# Velika Plana
Velika Plana (serbisch-kyrillisch Велика Плана) ist eine Stadt in der Gemeinde Velika Plana im Bezirk Podunavlje in Serbien. Die Stadt befindet sich am linken Ufer des Flusses Morava, welcher nicht direkt durch die Stadt fließt.

## Einwohner
Bei der Volkszählung 2011 hatte die Stadt 17.168 Einwohner. Die meisten von ihnen waren Serbisch-Orthodoxe Serben.
Weitere Volkszählungen:
| 1948  | 1953  | 1961  | 1971   | 1981   | 1991   | 2002   | 2011   |
| ----- | ----- | ----- | ------ | ------ | ------ | ------ | ------ |
| 7.347 | 8.343 | 9.992 | 12.657 | 16.175 | 17.197 | 16.210 | 17.168 |

## Verkehr
Die Stadt liegt an Autobahn Belgrad–Niš. Außerdem liegt sie an der Eisenbahnstrecke Belgrad–Niš mit Anschluss nach Bulgarien bzw. Nordmazedonien.

## Bildung
Die Stadt hat drei Grundschulen: Sveti Sava, Miloš Mitrović und Nadežda Petrović. Des Weiteren noch eine Höhere Technische Lehranstalt und ein Gymnasium.

## Partnerstädte
- Budva, Montenegro
- Conselice, Italien[3]

Ehemals:
- Brežice, Slowenien
- Čazma, Kroatien